# Milena Nonó
Milena Nonó (Milena Norvegiano, Osaka, Japón, 23 de noviembre de 1989) es una escritora y fotógrafa japonesa.

## Reseña biográfica

### Nacimiento e infancia
Nacida en Osaka a causa del trabajo de sus padres, diplomáticos, reside en España desde 2006. Se trasladó a Marsella, ciudad natal de su madre, a los tres años. Parece ser que la muerte repentina de su padre, a causa de un accidente en un teatro, le causó una profunda conmoción. Fue en Marsella donde, al cuidado de su tía Natalie, empezó a mostrar unos tempranos dotes para la pintura. A raíz de este descubrimiento, fue matriculada en la Académie Marcel. Estos días de infancia son ampliamente recreados en Milène et moi, un passage (2006), obra poética aún de tentativas. En la École Supérieure empieza a decantarse por los estudios científicos, sobresaliendo excepcionalmente en el estudio de las matemáticas. Una exposición de Cartier-Bresson, sin embargo, la decantará por la fotografía. Abandona sus estudios, y se matricula en diversos cursos de óptica, diseño, pintura i especialmente fotografía.>

### Evolución
Después de tres años de viajes por la India y África, un amigo, Jean Verneuil, la convence para que publique sus poemas en la prestigiosa editorial Verdié, única con la que ha publicado hasta ahora. Es gracias a este primer libro, Les heures, la solitude, que empieza a ser conocida entre los círculos poéticos. Su carácter huraño y su negativa a permitir la publicación de cualquier imagen suya empiezan a aumentar su fama. Revistas como Le Magazine Litteraire le dedican reseñas y entrevistas. 

### Auge
Gracias a Les heures, la solitude, Anouilh Verger se pone en contacto con ella y le pide que escriba los pies de fotografía de su reportaje L'Afrique, l'enfance. El enorme éxito de esta colaboración le reporta suficientes medios y tiempo como para acabar la carrera de Filosofía y Letras y dedicarse, bajo diferentes pseudónimos, a la escritura y la poesía. Sus colaboraciones como modelo de moda han sido menores, y siempre bajo pseudónimo.

## Estilo
Su estilo ha sido calificado de delicado, poético, simbolista, detallista y de clara raigambre oriental y francesa (aunque ella se declara encantada con algunos poetas españoles como Federico García Lorca). Ha publicado en pequeñas editoriales fragmentos de sus Diarios íntimos, algunos en colaboración con ilustradores famosos (Mirabilia, junto a Conrad Roset, Ed. La Galera, 2014).

## Obras
- Mirabilia `´Álbum ilustrado, poesía, Ed. La Galera, 2014

- Datos: Q18644361